# Marathon van Hongkong 2012
De marathon van Hongkong 2012 (ook wel Standard Chartered Hong Kong) werd gelopen op zondag 5 februari 2012. 
De Ethiopiër Dereje Abera won de wedstrijd bij de mannen in 2:11.27. Hij bleef de Keniaan Julius Kiplimo slechts twee seconden voor. Bij de vrouwen won de Ethiopische Misiker Mekonen de wedstrijd in 2:30.12.

## Uitslagen

### Mannen
| rang   | naam              | land | tijd    |
| ------ | ----------------- | ---- | ------- |
| Goud   | Dereje Abera      | ETH  | 2:11.27 |
| Zilver | Julius Kiplimo    | KEN  | 2:11.29 |
| Brons  | George Kiprop     | KEN  | 2:12.19 |
| 4      | Kennedy Kiptoo    | KEN  | 2:12.42 |
| 5      | Haile Gemeda      | ETH  | 2:12.43 |
| 6      | Niguse Chala      | ETH  | 2:13.17 |
| 7      | Patrick Kipkorir  | KEN  | 2:13.19 |
| 8      | Nelson Kirwa      | KEN  | 2:13.33 |
| 9      | Philemon Kipkirui | KEN  | 2:14.25 |
| 10     | Luka Kipkemboi    | KEN  | 2:15.58 |
| 11     | Julius Mutai      | KEN  | 2:17.23 |
| 12     | Julius Kipyego    | KEN  | 2:17.24 |
| 13     | Emanuel Plilan    | KEN  | 2:17.50 |
| 14     | Joel Kemboi       | KEN  | 2:19.49 |
| 15     | Benedict Kimondiu | KEN  | 2:21.40 |

### Vrouwen
| rang   | naam                | land | tijd    |
| ------ | ------------------- | ---- | ------- |
| Goud   | Misiker Mekonen     | ETH  | 2:30.12 |
| Zilver | Shitaye Gemechu     | ETH  | 2:31.44 |
| Brons  | Winfrida Kwamboka   | KEN  | 2:31.47 |
| 4      | Kum-Ok Kim          | PRK  | 2:32.48 |
| 5      | Zahara Kedir        | ETH  | 2:34.14 |
| 6      | Viola Bor           | KEN  | 2:37.11 |
| 7      | Goitetom Haftu      | ETH  | 2:39.43 |
| 8      | Malika Benlafkar    | MAR  | 2:41.22 |
| 9      | Mariya Korobitskiya | KGZ  | 2:49.41 |
| 10     | Thi-Binh Pham       | VIE  | 2:56.11 |

1997 ·
1998 ·
1999 ·
2000 ·
2001 ·
2002 ·
2003 ·
2004 ·
2005 ·
2006 ·
2007 ·
2008 ·
2009 ·
2010 ·
2011 ·
2012 ·
2013 · 
2014 ·
2015 ·
2016 ·
2017 ·
2018 ·
2019 ·
2020 · 
2021 ·
2022 ·
2023 ·
2024